# Robert Guy Scully
Pour les articles homonymes, voir Scully.
Robert Guy Scully est un ex-journaliste producteur, un ancien animateur de télévision québécois et un producteur de télévision à la Société Radio-Canada et à la CBC. Il a animé les émissions suivantes : Bibliotheca, Scully RDI, Venture (en), Scully rencontre et Impacts. Il a aussi produit les Minutes du Patrimoine,,